# Kościół Narodzenia Najświętszej Maryi Panny i św. Wolfganga w Borowie
Kościół Narodzenia Najświętszej Maryi Panny i świętego Wolfganga – rzymskokatolicki kościół parafialny należący do dekanatu Borów archidiecezji wrocławskiej.

## Historia
Świątynia była wzmiankowana w 1202. Obecna została zbudowana na początku XV wieku, przebudowana około 1666, nakryta została sklepieniem w XVIII wieku, rozbudowana o wieżę i kruchtę w 1909, była restaurowana w 1959. 

## Architektura
Jest to budowla orientowana, murowana, jednonawowa, posiadająca trójbocznie zakończone prezbiterium, jej wnętrze nakryte jest sklepieniem kolebkowym z lunetami. kościół posiada kaplice boczne ozdobione bogatą dekoracją stiukową z XVII wieku. Wystrój wnętrza, reprezentuje styl barokowy i powstał w XVIII wieku.

## Płyty, nagrobki i otoczenie
W kruchcie zawieszona jest tablica pamiątkowa ku czci ks. kanonika Mieczysława Krzemińskiego z Korościatyna (1910-1994), proboszcza korościatyńskiego w latach 1942-1945 i borowskiego w latach 1945-1985. Na zewnątrz wmurowano tablice upamiętniające tego samego kapłana, ludobójstwo OUN-UPA na Kresach Wschodnich, a także tych Ukraińców, którzy podczas mordów i prześladowań z narażeniem życia pomagali Polakom przetrwać. Przy kościele zlokalizowane są nagrobki ks. kanonika Stanisława Michalaka (1935-2008), proboszcza borowskiego w latach 1985-2000 oraz ks. prałata Jana Folkerta, proboszcza borowskiego w latach 2000-2010. Ponadto przy świątyni stoi kolumna maryjna i pomnik Jana Pawła II.

## Galeria

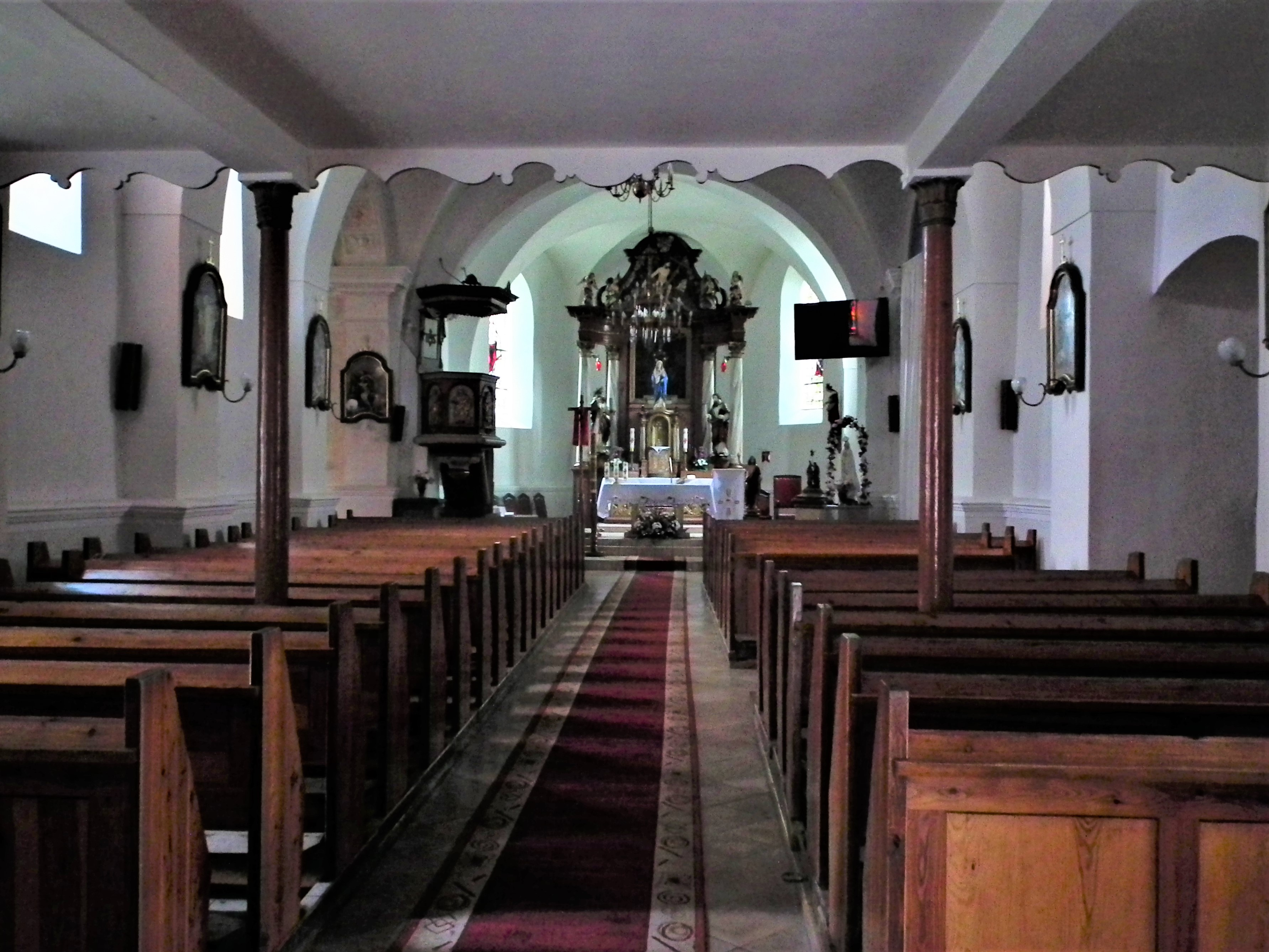
Wnętrze z ołtarzem
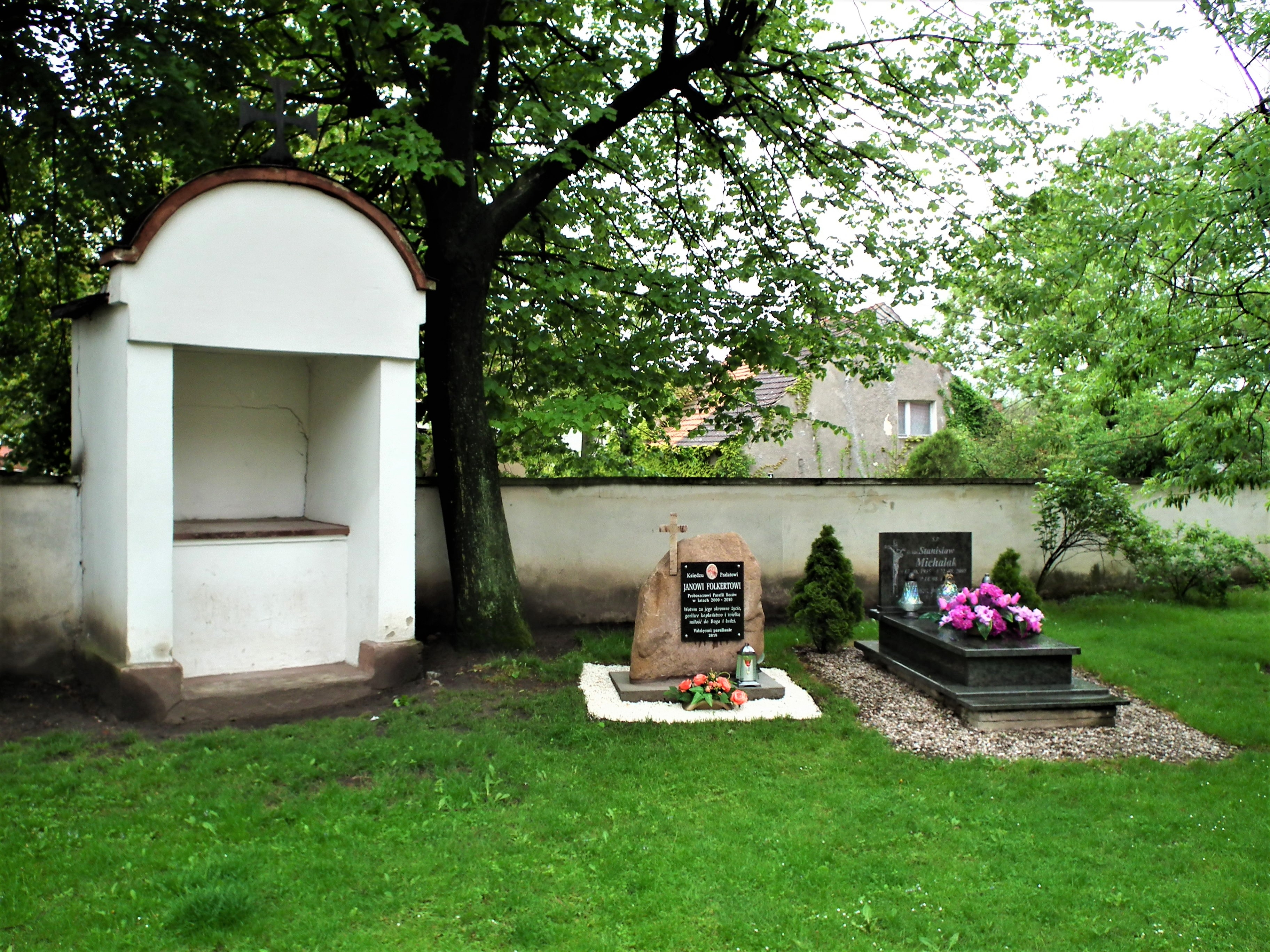
Nagrobki proboszczów